# Daniele Tailli
Daniele Tailli (Roma, 24 luglio 1993) è un pallavolista italiano.
Gioca nel ruolo di schiacciatore nella Sabaudia Pallavolo.

## Carriera
La carriera di Daniele Tailli inizia nelle giovanili della Sabaudia Pallavolo. Nel 2009 entra a far parte del progetto federale del Club Italia, con cui disputa un campionato di Serie B2 e un campionato di Serie B1.
Dalla stagione 2011-12 fa parte della Top Volley di Latina, che lo manda per un anno in Serie B1 con la Pallavolo Olbia, prima di reinserirlo in rosa nel campionato 2013-14: resta a Latina per tre annate. Durante il periodo di prestito nella squadra sarda viene convocato nella nazionale italiana udner 20 per il campionato europeo 2012 e in quella under 21 per il campionato mondiale 2013, dove ottiene rispettivamente una medaglia d'oro e una medaglia di bronzo.
Nella stagione 2016-17 è nuovamente al club di Sabaudia, in Serie B.

## Palmarès

### Nazionale (competizioni minori)
- Campionato europeo under 20 2012
- Campionato mondiale under 21 2013